# Олена Курцевич
Олена Курцевич або Гелена Курцевичівна (пол. Helena Kurcewiczówna) — головний жіночий персонаж роману Генріка Сенкевича «Вогнем і мечем», руська князівна з роду Курцевичів, кохана Яна Скшетуського, за яку той мусить змагатися з козацьким полковником Юрієм Богуном.

## У романі «Вогнем і мечем»
Олена була єдиною донькою князя Василя Курцевича і виросла у родовому маєтку в Розлогах, де закохалася у Яна Скшетуського. Її мати померла при пологах. Олена народилася 1630 року і на початку роману Вогнем і мечем їй виповнилося 17 років. Її батька, власника Розлогів, в 1634 році було звинувачено в зраді і він був змушений залишити країну. Оскільки після цього ніхто нічого про нього не чув, скоріш за все він помер. Через кілька років звинувачення з нього було знято.
Олена виховувалася дядьком Костянтином. Вона росла в Розлогах з п'ятьма двоюрідними братами та сестрами. Після смерті дядька за Оленою наглядала тітка, яка, як виявилося, більше дбала про спадщину Василя, аніж про сироту. Скоро Олена повністю контролювалася тіткою, котра вважала себе власницею маєтку, хоча Олена мала на нього законне право.
Тим часом, сини старої княгині починають дружити з Богуном. Молодий козак закохується в Олену, але вона не відповідає взаємністю. Олена боялася його жорстокості і різкого характеру, адже одного разу бачила, як той вбив чоловіка в її присутності. Богун просив руки Олени у тітки, обіцяючи відмовитися від права на Розлоги. Керуючись своєю жадібністю, вдова погодилася.

## У інших частинах «Трилогії»
Олена Скшетуська з'являється в перших розділах Потопі, з трьома синами (Яремка, Лонгіник, ім'я третього та одночасно наймолодшого сина не було згадане) втікає перед шведським військом. Згадує про неї князь Богуслав, котрий бажав її взяти у полон.
У Панові Володийовському згадується лише у розмовах головних героїв. Відомо, що крім 12 синів в 1672 році народила ще доньку. З її синів троє найстарших вже 1672 року під час війни з Туреччиною воювали разом з батьком. У свою чергу 1673 року у битві під Хотином крім чоловіка брало участь ще шість синів Олени.
У фільмі Вогнем і мечем Єжи Гофмана її зіграла Ізабелла Скорупко.